# ブラウンリー (小惑星)
ブラウンリー (3259 Brownlee) は小惑星帯にある小惑星。ジェーン・プラットがパロマー天文台で発見した。
アメリカ合衆国の天文学者で、彗星や宇宙塵の研究を行い、非常に脆くて不規則な形をしている惑星間塵「ブラウンリー粒子」にも命名されている、ドナルド・E・ブラウンリー (en:Donald E. Brownlee) に因んで命名された。